# Myles Powell
Myles Blake Powell (Trenton, Nueva Jersey, 7 de julio de 1997) es un baloncestista estadounidense que pertenece a la plantilla de los Philadelphia 76ers de la NBA, con un contrato dual que le permite jugar además en su filial de la G League, los Delaware Blue Coats. Con 1,88 metros de estatura, juega en la posición de escolta.

## Trayectoria deportiva

### Universidad
Jugó cuatro temporadas con los Pirates de la Universidad Seton Hall, en las que promedió 17,5 puntos, 3,3 rebotes, 2,3 asistencias y 1,2 robos de balón por partido. En sus dos últimas temporadas fue incluido en el mejor quinteto de la Big East y en 2020 además elegido Jugador del Año de la conferencia.
Se convirtió en el primer jugador de los Pirates en ser incluido en el primer equipo consensuado All-American desde 1953 cuando lo logró Walter Dukes, y llegó a ser el primer jugador en la historia de la universidad en ganar el Haggerty Award, galardón que se otorga al mejor jugador del área metropolitana de Nueva York en dos ocasiones. A todos estos galardones hay que añadir el Premio Jerry West al mejor escolta universitario del año.

#### Estadísticas
| Año     | Equipo     | PJ  | PT | MPP  | %TC  | %3P  | %TL  | RPP | APP | ROB | TPP | PPP  |
| ------- | ---------- | --- | -- | ---- | ---- | ---- | ---- | --- | --- | --- | --- | ---- |
| 2016–17 | Seton Hall | 33  | 2  | 23.8 | .392 | .332 | .817 | 2.2 | .9  | .9  | .2  | 10.7 |
| 2017–18 | Seton Hall | 34  | 33 | 31.7 | .433 | .379 | .789 | 2.6 | 2.8 | 1.0 | .2  | 15.5 |
| 2018–19 | Seton Hall | 34  | 34 | 36.0 | .447 | .363 | .840 | 4.0 | 2.9 | 2.0 | .2  | 23.1 |
| 2019–20 | Seton Hall | 28  | 28 | 31.5 | .398 | .306 | .795 | 4.3 | 2.9 | 1.2 | .2  | 21.0 |
| Total   | Total      | 129 | 97 | 30.8 | .421 | .346 | .814 | 3.3 | 2.3 | 1.3 | .2  | 17.5 |

### Profesional
Tras no ser elegido en el Draft de la NBA de 2020, el 29 de noviembre firmó contrato con los New York Knicks, pero fue despedido tras la pretemporada, y asignado a su filial en la G League, los Westchester Knicks.
Tras varios encuentros con los Westchester, el 3 de marzo de 2021, recibe una oferta de un contrato dual, para jugar con los Milwaukee Bucks y su filial los Wisconsin Herd, pero es despedido antes de debutar. 
El 23 de abril de 2021 firmó un contrato dual con los New York Knicks y su filial en la G League, los Westchester Knicks, pero fue despedido al día siguiente sin llegar a debutar en la NBA.
El 12 de octubre vuelve a firmar con los New York Knicks de cara a la 2021-22, pero fue cortado sin debutar. Regresó a los Westchester Knicks, pero solo disputó un partido.
El 19 de diciembre de 2021, Powell firmó un contrato dual con el equipo de su ciudad natal, los Philadelphia 76ers.

## Estadísticas de su carrera en la NBA

### Temporada regular
| Año     | Equipo       | PJ | PT | MPP | %TC  | %3P  | %TL   | RPP | APP | ROB | TPP | PPP |
| ------- | ------------ | -- | -- | --- | ---- | ---- | ----- | --- | --- | --- | --- | --- |
| 2021-22 | Philadelphia | 11 | 0  | 4.7 | .294 | .167 | 1.000 | .5  | .3  | .1  | .0  | 1.2 |
| Total   | Total        | 11 | 0  | 4.7 | .294 | .167 | 1.000 | .5  | .3  | .1  | .0  | 1.2 |